# 曼谷四季酒店公寓
四季酒店私人公寓，簡稱為四季酒店公寓，位於泰国曼谷沙吞县，是一棟酒店式公寓，毗鄰湄南河，樓高299.5公尺，共73樓，係曼谷第四高建築及亚洲第六高公寓。公寓由四季酒店集團管理，是曼谷首間四季私人公寓，於2019年第四季開幕。